# Glen Dale
Glen Dale è un comune degli Stati Uniti d'America, nella contea di Marshall nello Stato della Virginia Occidentale.
Qui sono nati il giocatore di baseball George Brett e la politica Shelley Moore Capito.